# Бьянко
Бья́нко (итал. Bianco, сиц. Biancu) — коммуна в Италии, в регионе Калабрия, подчиняется административному центру Реджо-Калабрия.
Население составляет 4019 человек, плотность населения — 130 чел./км². Занимает площадь 31 км². Почтовый индекс — 89032. Телефонный код — 0964.
Покровительницей коммуны почитается Пресвятая Богородица (Madonna di Pugliano). Праздник ежегодно отмечается 15 августа.